# Deutsche Amateurmeisterschaft (Fußball)
Die deutsche Amateurmeisterschaft wurde vom Deutschen Fußball-Bund (DFB) ab 1950/51 nach der Einführung des „Vertragsspielers“ in den Oberligen ein Jahr zuvor im Unterbau des Vertragsfußballs etabliert. Nicht unwesentlich hierzu war die Gründung der Fußballnationalmannschaft der Amateure, welche 1952 an den Olympischen Sommerspielen in Helsinki teilnahm und vom damaligen Bundestrainer Sepp Herberger aufgebaut und betreut wurde. Rekordmeister sind der SC Jülich 1910 sowie die Amateurmannschaften von Hannover 96 und Werder Bremen mit je drei Titeln. Der Wettbewerb wurde bis 1998 ausgetragen.

## Geschichte
In den ersten zwei Jahren 1951 in Berlin und 1952 in Ludwigshafen fand das Finale unmittelbar vor dem Endspiel der Vertragsspieler statt, so dass sich die Amateurspieler vor großer Kulisse präsentieren konnten. Aber bereits von 1953 bis 1955 fand das Amateurfinale separat in Wuppertal, Gelsenkirchen und Wetzlar statt, ehe 1956, 1957 und letztmals 1961, zuschauerträchtige „Vorspiele“ vor den Finals der Oberligaakteure stattfanden. Die Oberligaära endete mit dem Amateurfinale am 6. Juli 1963 in Kassel zwischen VfB Stuttgart Amateure und VfL Wolfsburg (1:0). Im Kasseler Auestadion wurden 6.500 und am 29. Juni im Stuttgarter Neckarstadion beim letzten Vertragsspielerendspiel zwischen Borussia Dortmund und dem 1. FC Köln (3:1) 75.000 Zuschauer registriert.
Die Klasseneinteilung im Deutschen Fußball-Bund (DFB) war bis 1963 in die erstklassigen regionalen Oberligen, den 2. Ligen und als Spitze der Nichtvertragsfußballer, den 1. Amateurligen der Landesverbände aufgeteilt. Mit der Bundesligaeinführung zur Saison 1963/64 wurde die Zweitklassigkeit mit den Regionalligen ausgefüllt und weiterhin darunter die 1. Amateurligen. Ab der Saison 1974/75 wurden die Regionalligen als Unterbau der Bundesliga durch zwei Staffeln Süd und Nord mit jeweils 20 Vereinen 2. Fußball-Bundesliga abgelöst und darunter die Spitze des Amateurfußballs in acht Oberligen reguliert. Der Spitzenfußball im Amateurbereich stellte im DFB-Bereich die 3. Leistungsklasse dar. Daraus wurde in die 2. Bundesliga aufgestiegen und die Teilnehmer für die Amateurmeisterschaft ausgespielt. Auf Seiten der Amateurnationalmannschaft gab es zwischen 1966 und 1978 den viermal ausgetragenen Wettbewerb der Amateureuropameisterschaft, welcher aber von der UEFA 1978 aus Gründen seines „Schattendaseins“, dem ewigen Streit um eine einheitliche Amateurdefinition und der spärlichen Zuschauerzahlen, abgeschafft wurde. Der DFB zog nach und führte am 14. November 1979 in Baunatal mit dem Spiel gegen Norwegen (0:1) sein letztes Länderspiel mit der Amateurnationalmannschaft durch.
Seit den 1980er Jahren verlor der Wettbewerb deutlich an Bedeutung und wurde schließlich 1998 eingestellt. 1999 und 2000 wurden zwar ebenfalls Aufstiegsrunden im selben Modus wie 1998 ausgetragen, jedoch zählten die jeweiligen Sieger (1999: Kickers Offenbach, 2000: LR Ahlen) nicht als deutsche Amateurmeister.
DFB-Präsident Theo Zwanziger forderte im Oktober 2010 die Wiedereinführung der deutschen Amateurmeisterschaft. Auf dem DFB-Bundestag 2010 wurde beschlossen, den Wettbewerb zur Spielzeit 2012/13 im Zuge einer Reform der Regionalligen wieder auszuspielen.
Am 9. Dezember 2014 eröffnete Sport1-Chefredakteur Olaf Schröder der Sport-Bild, dass sein TV-Sender plane, die Amateurmeisterschaft wieder zu beleben. Angedacht sei, die Meisterschaft zwischen den fünf Meistern der Regionalligen Nord, Nordost, West, Südwest und Bayern auszutragen. Sport1 befinde sich in Verhandlungen mit den jeweiligen Landesverbänden.
Eine Neuauflage konkretisierte sich allerdings nicht.

## Trophäe
Dem Sieger der Amateurmeisterschaft wurde die Carl-Riegel-Trophäe überreicht, die nach dem gleichnamigen Fußballer benannt ist, der mit dem 1. FC Nürnberg in der Anfangszeit nach dem Ersten Weltkrieg in sechs Jahren vier Mal die Deutsche Meisterschaft gewinnen konnte. Bei der Trophäe handelte es sich um einen Wanderpokal.
Im Lexikon über Deutschlands Fußball von Jürgen Bitter aus dem Jahr 2000 wird beim Eintrag von Carl Riegel aufgeführt: „Stifter und Namensgeber der Trophäe für den deutschen Amateurmeister (seit 1951).“
Heutzutage wird sie im Deutschen Fußballmuseum in Dortmund aufbewahrt.

## Besonderheiten
1965 gelang der Amateurmannschaft von Hannover 96 erstmals die Titelverteidigung, mit dem Titelgewinn im Vorjahr war die Mannschaft zudem nach dem Triumph 1960 der erste mehrfache Titelgewinner. Der Hannoveraner Ex-Spieler Hannes Kirk stand bei allen drei Siegen als Trainer an der Seitenlinie und ist somit auch gemeinsam mit Martin Luppen Rekordtrainer. Hannes Baldauf stand in allen drei Finals auf dem Spielfeld.
Zwischen 1969 und 1971 gewann der von Martin Luppen trainierte SC Jülich 1910 dreimal in Folge den Titel. Vom Seriensieger schafften lediglich Herbert Mühlenberg und Manfred Classen beim 1. FC Köln und Torwart Werner Kamper beim VfL Osnabrück den Sprung in den Profifußball.
Unter den Titelträgern finden sich sieben vorherige oder spätere Bundesligisten. Während MSV Duisburg (1987), Rot-Weiss Essen (1992), Preußen Münster (1994) und Tennis Borussia Berlin (1998) bereits zuvor in der höchsten deutschen Liga gespielt hatten, debütierten der 1. FSV Mainz 05 (1982), der FC 08 Homburg (1983) und der SSV Ulm 1846 (1996) später in der ersten Liga. Dem MSV Duisburg gelang zudem später die erneute Rückkehr in die Bundesliga.
Insgesamt elf Titel wurden durch zu Profivereinen gehörenden Amateurmannschaften gewonnen. Auf Rekordtitelträger Hannover 96 (1960, 1964, 1965) und Werder Bremen (1966, 1985, 1991) entfallen jeweils drei, auf den VfB Stuttgart (1963, 1980) zwei und auf Holstein Kiel (1961), Fortuna Düsseldorf (1977) und 1. FC Köln (1981) jeweils ein Titelgewinn. Kurios: alle sechs Vereine konnten zudem im Laufe der jeweiligen Vereinsgeschichte den Gewinn der Deutschen Meisterschaft feiern.
1980 gelang der Amateurmannschaft des VfB Stuttgart der Triple-Gewinn, als neben dem Erfolg in der Amateurmeisterschaft die Oberliga-Meisterschaft 1980 sowie der Gewinn des württembergischen Landespokals 1980 gelang.

## Modus
Im Laufe der Jahre hat sich der Austragungsmodus häufig geändert.

### 1951–1952
Für die deutsche Amateurmeisterschaft qualifizierten sich die Meister der fünfzehn Landesverbände (Anmerkung: Das Saarland gehörte zu diesem Zeitpunkt nicht zum DFB). Die Landesmeister spielten im K.-o.-System den Amateurmeister aus.

### 1953–1955
Die fünfzehn Landesmeister wurden in vier Gruppen eingeteilt. Innerhalb der Gruppe wurde nach dem Prinzip jeder gegen jeden mit Hin- und Rückspiel gespielt. Die vier Gruppensieger qualifizierten sich für das Halbfinale. Halbfinale und Finale wurden jeweils in einem Spiel ausgetragen.

### 1956–1964
Jeder Regionalverband entsandte seinen Amateurmeister in den Wettbewerb. Gespielt wurde wieder im K.-o.-System mit jeweils einem Spiel pro Runde.

### 1965–1977
Es qualifizierten sich wieder die sechzehn Meister der Landesverbände. Gespielt wurde weiter im K.-o.-System. Allerdings wurde das Achtel-, Viertel- und Halbfinale in Hin- und Rückspiel ausgetragen. 1977 wurde auch das Finale in Hin- und Rückspiel ausgetragen.

### 1978–1991
Nachdem bundesweit Oberligastaffeln eingerichtet wurden, ermittelten die acht Staffelsieger der Oberligen im K.-o.-System den deutschen Amateurmeister. Das Viertel- und Halbfinale wurden in Hin- und Rückspiel, das Finale in einem Spiel ausgetragen. 1978 und 1979 gab es auch im Finale ein Hin- und Rückspiel. Ab 1982 spielten die Vizemeister der acht Oberligen um die Amateurmeisterschaft, da die Meister um den Aufstieg in die 2. Bundesliga spielten.

### 1991–1994
Die Vizemeister der zehn Oberligastaffeln wurden nach geographischen Gesichtspunkten in zwei Gruppen aufgeteilt. In der Gruppe Nord spielten die Vizemeister der Staffeln Nord, Westfalen, Nordrhein, Nordost-Nord und Nordost-Mitte. In der Gruppe Süd spielten die Vizemeister der Staffeln Südwest, Hessen, Baden-Württemberg, Bayern sowie Nordost-Süd. In den Gruppen wurde einer Einfachrunde nach dem Prinzip jeder gegen jeden gespielt. Die Gruppensieger trafen im Finale aufeinander.

### 1995
Nach Einführung der Regionalliga spielten die Vizemeister der vier Staffeln den Amateurmeister aus. Das Halbfinale wurde in Hin- und Rückspiel, das Finale in einem Spiel ausgetragen.

### 1996
Es qualifizierten sich der Verlierer der Relegation zwischen den Staffelsiegern Nord und Nordost, der Dritte der Staffel West/Südwest sowie der Vizemeister und Dritte der Staffel Süd. Das Halbfinale wurde nur noch in einem Spiel ausgetragen.

### 1997
Es qualifizierten sich der Verlierer der Relegation zwischen den Staffelsiegern Nord und Nordost, der Dritte der Staffel Süd sowie der Vizemeister und Dritte der Staffel West/Südwest. Der Modus blieb unverändert.

### 1998
Die Vizemeister der Regionalligen West/Südwest und Süd sowie der Verlierer der Relegation zwischen den Meistern der Regionalligen Nord und Nordost spielten um die deutsche Amateurmeisterschaft. Gespielt wurde im Modus jeder gegen jeden. Der Amateurmeister stieg in die 2. Bundesliga auf. Danach wurde der Wettbewerb nicht mehr ausgespielt.

## Endspiele
| Saison | Sieger                      | Finalist                        | Ergebnis             | Spielort                  |
| ------ | --------------------------- | ------------------------------- | -------------------- | ------------------------- |
| 1951   | Bremen 1860                 | Karlsruher FV                   | 3:2                  | Berlin                    |
| 1952   | VfR Schwenningen            | Cronenberger SC                 | 5:2                  | Ludwigshafen am Rhein     |
| 1953   | SSG 09 Bergisch Gladbach    | Homberger SV                    | 3:2                  | Wuppertal                 |
| 1954   | TSV Marl-Hüls               | Spvgg. 03 Neu-Isenburg          | 6:1                  | Gelsenkirchen             |
| 1955   | Sportfreunde Siegen         | SpVgg Bad Homburg               | 5:0                  | Wetzlar                   |
| 1956   | Spvgg. 03 Neu-Isenburg      | VfB Speldorf                    | 3:2                  | Berlin                    |
| 1957   | VfL Benrath                 | Alemannia 90 Berlin             | 4:2                  | Hannover                  |
| 1958   | Hombrucher FV 09            | ASV Bergedorf 85                | 3:1                  | Dortmund                  |
| 1959   | FC Singen 04                | SV Arminia Hannover             | 3:2                  | Offenburg                 |
| 1960   | Hannover 96 Amateure        | BV Osterfeld                    | 1:1 n. V., 3:0       | Herford                   |
| 1961   | Holstein Kiel Amateure      | Siegburger SV 04                | 5:1                  | Hannover                  |
| 1962   | SC Tegel                    | TuRa Bonn                       | 1:0                  | Wuppertal                 |
| 1963   | VfB Stuttgart Amateure      | VfL Wolfsburg                   | 1:0                  | Kassel                    |
| 1964   | Hannover 96 Amateure        | SV Wiesbaden                    | 2:0                  | Hagen                     |
| 1965   | Hannover 96 Amateure        | SV Wiesbaden                    | 2:1                  | Siegen                    |
| 1966   | Werder Bremen Amateure      | Hannover 96 Amateure            | 5:1                  | Herford                   |
| 1967   | STV Horst-Emscher           | Hannover 96 Amateure            | 2:0                  | Herford                   |
| 1968   | VfB Marathon Remscheid      | FC Wacker München               | 5:3 n. V.            | Bochum                    |
| 1969   | SC Jülich 1910              | SpVgg Erkenschwick              | 2:1                  | Krefeld                   |
| 1970   | SC Jülich 1910              | Eintracht Braunschweig Amateure | 3:0                  | Siegen                    |
| 1971   | SC Jülich 1910              | VfB Stuttgart Amateure          | 1:0                  | Würzburg                  |
| 1972   | FSV Frankfurt               | TSV Marl-Hüls                   | 2:1                  | Neuwied                   |
| 1973   | SpVgg Bad Homburg           | 1. FC Kaiserslautern Amateure   | 1:0                  | Offenbach am Main         |
| 1974   | SSV Reutlingen 05           | VfB Marathon Remscheid          | 2:2 n. V., 2:1       | Worms                     |
| 1975   | VfR OLI Bürstadt            | SC Victoria Hamburg             | 3:0                  | Ludwigsburg               |
| 1976   | SV Holzwickede              | VfR OLI Bürstadt                | 1:0                  | Oldenburg                 |
| 1977   | Fortuna Düsseldorf Amateure | SV Sandhausen                   | 1:0 und 2:2          | Düsseldorf und Sandhausen |
| 1978   | SV Sandhausen               | ESV Ingolstadt-Ringsee          | 2:0 und 1:1          | Ingolstadt und Sandhausen |
| 1979   | ESV Ingolstadt              | Hertha 03 Zehlendorf            | 4:1 und 0:1          | Ingolstadt und Berlin     |
| 1980   | VfB Stuttgart Amateure      | FC Augsburg                     | 2:1                  | Stuttgart                 |
| 1981   | 1. FC Köln Amateure         | FC St. Pauli                    | 2:0                  | Köln                      |
| 1982   | 1. FSV Mainz 05             | Werder Bremen Amateure          | 3:0                  | Mainz                     |
| 1983   | FC 08 Homburg               | Bayern München Amateure         | 2:0 n. V.            | Homburg                   |
| 1984   | Offenburger FV              | SC Eintracht Hamm               | 4:1                  | Offenburg                 |
| 1985   | Werder Bremen Amateure      | DSC Wanne-Eickel                | 3:0                  | Bremen                    |
| 1986   | BVL 08 Remscheid            | VfR Bürstadt                    | 2:1 n. V.            | Remscheid                 |
| 1987   | MSV Duisburg                | Bayern München Amateure         | 4:1                  | Duisburg                  |
| 1988   | Eintracht Trier             | VfB Oldenburg                   | 0:0 n. V., 5:4 n. E. | Oldenburg                 |
| 1989   | Eintracht Trier             | SpVgg Bad Homburg               | 1:1 n. V., 5:4 n. E. | Trier                     |
| 1990   | FSV Salmrohr                | Rheydter SV                     | 2:0                  | Salmrohr                  |
| 1991   | Werder Bremen Amateure      | SpVgg 07 Ludwigsburg            | 2:1                  | Ludwigsburg               |
| 1992   | Rot-Weiss Essen             | SpVgg Bad Homburg               | 3:2 n. V.            | Essen                     |
| 1993   | SV Sandhausen               | Werder Bremen Amateure          | 2:0                  | Sandhausen                |
| 1994   | Preußen Münster             | Kickers Offenbach               | 1:0                  | Offenbach am Main         |
| 1995   | VfL Osnabrück               | Stuttgarter Kickers             | 4:2 n. V.            | Stuttgart                 |
| 1996   | SSV Ulm 1846                | VfR Mannheim                    | 2:1                  | Ulm                       |
| 1997   | SSV Reutlingen 05           | Rot-Weiß Oberhausen             | 2:1                  | Oberhausen                |
| 1998   | 1. Tennis Borussia Berlin   | 2. Sportfreunde Siegen          | 3. Kickers Offenbach | Jeder-gegen-jeden-Turnier |